# César Umajinga
César Umajinga Guamán (Pujilí, 1969) es un político ecuatoriano que ocupó la prefectura de la provincia de Cotopaxi durante 12 años consecutivos.

## Trayectoria pública
Nació en la parroquia Zumbahua del cantón Pujilí, provincia de Cotopaxi.
Inició su vida política al ser elegido prefecto provincial de Cotopaxi en las elecciones seccionales de 2000 por el movimiento Pachakutik, convirtiéndose en el primer indígena en ser elegido para dicha dignidad en la provincia. Fue reelecto en las elecciones de 2004 y de 2009.
Desde su papel de líder indígena promovió protestas contra los gobiernos de Jamil Mahuad y Lucio Gutiérrez.
En enero de 2007 entregó personalmente el bastón de mando al presidente Rafael Correa, de quien había sido alumno en su juventud, como parte de la celebración de toma de poder del presidente ante las organizaciones indígenas. Posteriormente se convirtió en opositor del gobierno de Correa.
El 30 de abril de 2012 la Contraloría General del Estado emitió un dictamen en que se notificaba la destitución de Umajinga por haber cometido actos de nepotismo en contrataciones públicas y por la utilización de forma indebida de recursos de la prefectura. El bloque legislativo del movimiento Pachakutik reaccionó ante el dictamen y aseveró en una rueda de prensa que se trataba de una persecución política contra los dirigentes indígenas que se habían mostrado contrarios al gobierno. En junio del mismo año el consejo provincial acató el dictamen y retiró del cargo a Umajinga, nombrando en su lugar a Blanca Guamangate.
Para las elecciones legislativas de 2013 fue elegido asambleísta nacional en representación de la provincia de Cotopaxi por el movimiento Pachakutik.
En las elecciones legislativas de 2023 fue elegido asambleísta de Cotopaxi por la alianza Actuemos, que respaldó la candidatura presidencial de Otto Sonnenholzner.